# Boots Mallory
Patricia Mallory, detta Boots (New Orleans, 22 ottobre 1913 – Santa Monica, 1º dicembre 1958), è stata un'attrice statunitense.

## Biografia

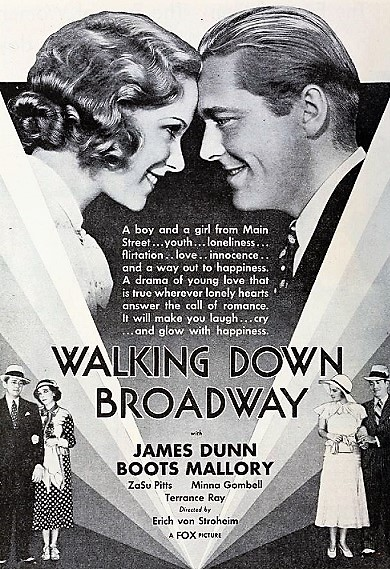
Poster di Walking Down Broadway

Nata a New Orleans e cresciuta a Mobile in Alabama, lavorava come maschera nel Lyric Theater quando in quel teatro arrivò nel 1928 lo spettacolo di rivista Scandals di George White, che le offrì un posto nella sua compagnia. Boots si esibì negli George White's Scandals a New York e vi sposò l'attore Charles Bennett. Passò poi a far parte della compagnia di Florenz Ziegfeld e apparve nelle Ziegfeld Follies of 1931.
Nel 1932 ottenne un contratto dalla Fox Film Corporation e venne scelta come protagonista nell'adattamento cinematografico della pièce teatrale di Dawn Powell, Scendendo lungo Broadway, affidato a Erich von Stroheim. È la vicenda di una giovane che si trova implicata in un triangolo amoroso e rimane incinta. Nel film sembravano essere presenti anche allusioni a una relazione lesbica tra il suo personaggio e quello interpretato da ZaSu Pitts.
La Fox decise di estromettere von Stroheim dal film, affidando ad altri registi il parziale rifacimento del film, che uscì nel 1933 col titolo Hello, sister!. La versione di von Stroheim sembra essere perduta. Prima di questo, nel 1932 era stato distribuito il suo secondo film, Handle with Care, con James Dunn; Boots Mallory fu scelta tra le quindici WAMPAS Baby Stars dell'anno.
Dopo il 1933, anno in cui si risposò con William Cagney, fratello del più noto James, la sua carriera declinò rapidamente, con una partecipazione a soli cinque film in cinque anni, l'ultimo dei quali il film di Stan Laurel e Oliver Hardy Noi e... la gonna (1938).
Nel 1947, dopo il divorzio da Cagney, con il quale aveva adottato due gemelli, sposò l’attore Herbert Marshall e morì di cancro a Santa Monica nel 1958. È sepolta nella Chapel of the Pines Crematory di Los Angeles.

## Riconoscimenti
- WAMPAS Baby Star nel 1932

## Filmografia
- Handle with Care (1932)
- Humanity (1933)
- Hello, sister! (1933)
- The Wolf Dog (1933)
- Carnival Lady (1933)
- The Big Race (1934)
- Sing Sing Nights (1934)

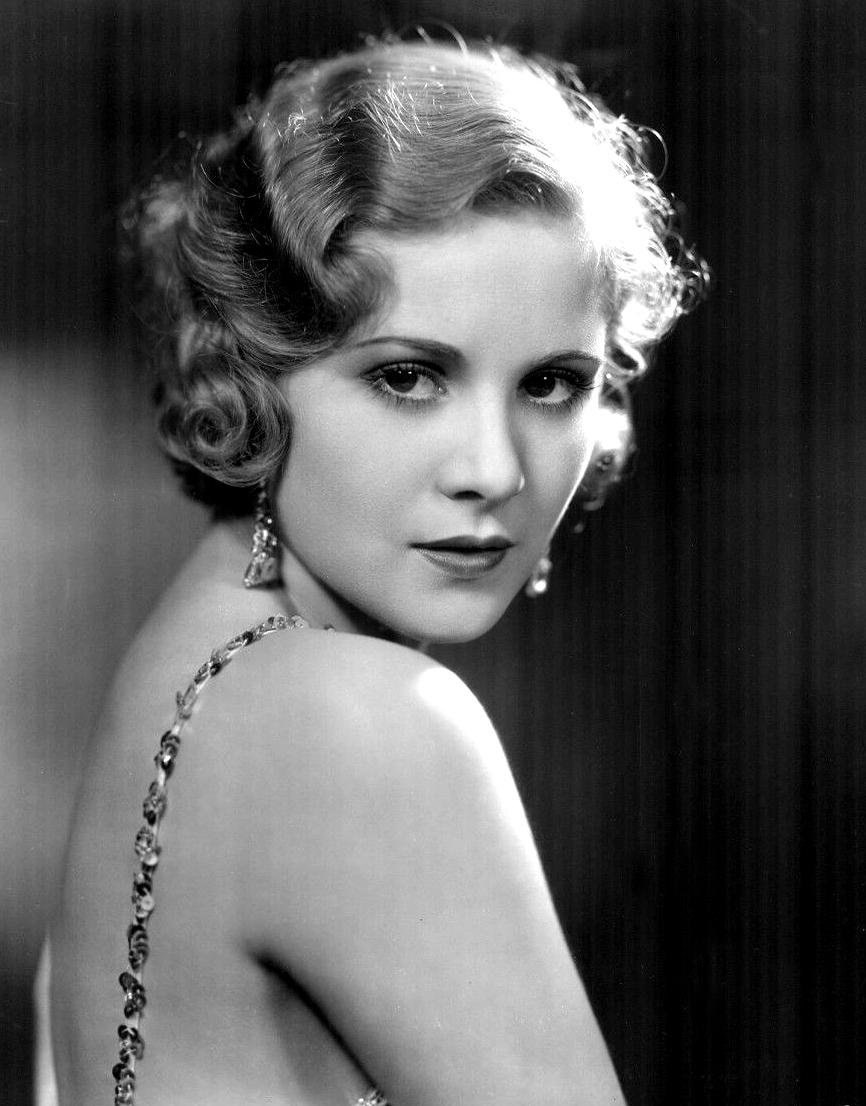
Boots Mallory

- La grande arena (Powdersmoke range) (1935)
- Here's Flash Casey (1938)
- Noi e... la gonna (1938)